# Cenòcit
Un cenòcit (derivat del grec κοινός (koinos) = "comú" + κύτος (kytos) = "capsa, és a dir cèl·lula") és una cèl·lula amb molts nuclis (multinucleada) que pot ser el resultat de múltiples divisions nuclears sense la seva citoquinesi acompanyant, en contrast amb un sinciti el qual resulta se l'agregació cel·lular seguida per la dissolució de la membrana cel·lular dins la massa. L'única excepció és l'ús (incorrecte però ben establert) en embriologia animal del terme sinciti per a referir-se al blastoderm cenocític dels invertebrats.

## Exemples fisiològics
Els cenòcits es troben en els fongs i alguns protistes, com les algues i els fongs mucilaginosos com també en estructures de les plantes com és l'endosperma de les llavors.
- Fongs: els fongs filamentosos poden contenir molts nuclis dins un miceli cenocític. Els micelis dels fongs en el qual les hifes no tenen divisions en septes es coneixen com a aseptats o cenocítics.
- Algues: les algues verdes del gènere Chara tenen cèl·lules internodals que són cenocítiques.
- Fongs mucilaginosos: Vegeu el cicle vital de Plasmodium.
- Ciliats: els ciliats tenen cèl·lules que contenen dos nuclis: un macronucli i un micronucli
- Esporozous i Cnidospora: l'esquizont dels apicomplexes és una forma de cenòcit (és a dir, un plasmodi en sentit general) com també els plasmodis dels paràsits microsporidis i mixosporidis.
- Dinoflagel·lats: el trofozoit dels paràsits syndineans.
- Invertebrats: molts insectes, com l'organisme model Drosophila melanogaster, ponen ous que inicialment es desenvolupen com blastoderms "sincitials". El nucli experimenta una fase-S però no es presenta la citoquinesi.

## Exemples patològics
Certes mutacions i activació de certs cicles cel·lulars de control de gens poden formar a la formació d'una mena de filaments pels bacteris amb molts cromosomes però sense divisió cel·lular. Aquests mecanismes poden portar a una estructura similar a un cenòcit encara que els bacteris no tenen nucli. Aquest fet s'ha aplicat en certes aplicacions biològiques sintètiques per exemple per crear les fibres per a un ciment biològic.